# Вілмот (Південна Дакота)
Вілмот (англ. Wilmot) — місто (англ. city) в США, в окрузі Робертс штату Південна Дакота. Населення — 432 особи (2020).

## Географія
Вілмот розташований за координатами 45°24′33″ пн. ш. 96°51′25″ зх. д. / 45.40917° пн. ш. 96.85694° зх. д. (45.409201, -96.856885).  За даними Бюро перепису населення США в 2010 році місто мало площу 1,28 км², уся площа — суходіл. В 2017 році площа становила 1,38 км², уся площа — суходіл.

## Демографія
Згідно з переписом 2010 року, у місті мешкали 492 особи в 208 домогосподарствах у складі 122 родин. Густота населення становила 386 осіб/км².  Було 237 помешкань (186/км²).
Расовий склад населення:
| - 89,4 % — білих - 7,9 % — корінних американців |

До двох чи більше рас належало 2,2 %. Частка іспаномовних становила 1,4 % від усіх жителів.
За віковим діапазоном населення розподілялося таким чином: 24,8 % — особи молодші 18 років, 50,0 % — особи у віці 18—64 років, 25,2 % — особи у віці 65 років та старші. Медіана віку мешканця становила 45,4 року. На 100 осіб жіночої статі у місті припадало 100,8 чоловіків;  на 100 жінок у віці від 18 років та старших — 91,7 чоловіків також старших 18 років.
Середній дохід на одне домашнє господарство  становив 53 202 долари США (медіана — 45 833), а середній дохід на одну сім'ю — 71 194 долари (медіана — 60 625). За межею бідності перебувало 9,9 % осіб, у тому числі 14,7 % дітей у віці до 18 років та 10,9 % осіб у віці 65 років та старших.
Цивільне працевлаштоване населення становило 174 особи. Основні галузі зайнятості: освіта, охорона здоров'я та соціальна допомога — 25,9 %, сільське господарство, лісництво, риболовля — 16,1 %, будівництво — 15,5 %.